# Humbert (Pas-de-Calais)
Humbert (Nederlands: Humberg) is een gemeente in het Franse departement Pas-de-Calais (regio Hauts-de-France) en telt 254 inwoners (1999). De plaats maakt deel uit van het arrondissement Montreuil.
In een ver verleden had het dorp een Vlaamsklinkende naam; in de 12e eeuw werd Umberche (Humberg) geschreven; de huidige naam is daarvan een Franse fonetische nabootsing.

## Geografie
De oppervlakte van Humbert bedraagt 7,8 km², de bevolkingsdichtheid is 32,6 inwoners per km².
De onderstaande kaart toont de ligging van Humbert (Pas-de-Calais) met de belangrijkste infrastructuur en aangrenzende gemeenten.

## Demografie
Onderstaande figuur toont het verloop van het inwonertal (bron: INSEE-tellingen).